# Alovera
Alovera é um município da Espanha na província de Guadalajara, comunidade autónoma de Castilla-La Mancha, de área 14 km² com população de 9352 habitantes (2007) e densidade populacional de 668,0 hab./km².

## Demografia
| Variação demográfica do município entre 1991 e 2004 | Variação demográfica do município entre 1991 e 2004 | Variação demográfica do município entre 1991 e 2004 | Variação demográfica do município entre 1991 e 2004 |
| --------------------------------------------------- | --------------------------------------------------- | --------------------------------------------------- | --------------------------------------------------- |
| 1991                                                | 1996                                                | 2001                                                | 2004                                                |
| 1336                                                | 1422                                                | 3170                                                | 5636                                                |